# Estación de Huelva
Estación de Huelva vasútállomás Spanyolországban, Huelva településen. Az állomás 2018. április 25-én nyílt meg, felváltva ezzel a város korábbi vasútállomását.

## Forgalom

### Távolsági
Az állomásról közvetlen járatok indulnak Sevillába, Madridba és Cordóbába.

## Vasútvonalak
Az állomást az alábbi vasútvonalak érintik:
- Sevilla-Huelva-vasútvonal

## Kapcsolódó állomások
A vasútállomáshoz az alábbi állomások vannak a legközelebb:
- Estación de Huelva-Mercancías